# Новокам'янка (Нікопольський район)
Новока́м'янка — село в Україні, у Марганецькій міській громаді Нікопольському районі Дніпропетровської області. Населення — 94 мешканця.

## Географія
Село Новокам'янка знаходиться на правому березі Каховського водосховища (Дніпро), вище за течією на відстані 7 км розташоване село Вищетарасівка, нижче за течією на відстані 4 км розташоване село Добра Надія, на протилежному березі — село Іванівка (Запорізька область). Поруч проходить автомобільна дорога Т 0435.

## Населення

### Мова
Розподіл населення за рідною мовою за даними перепису 2001 року:
| Мова       | Кількість | Відсоток |
| ---------- | --------- | -------- |
| українська | 81        | 86.17%   |
| російська  | 13        | 13.83%   |
| Усього     | 94        | 100%     |

## Інтернет-посилання
- Погода в селі Новокам'янка [Архівовано 20 грудня 2011 у Wayback Machine.]

1. ↑  Рідні мови в об'єднаних територіальних громадах України — Український центр суспільних даних